# Walter Braunfels
Walter Braunfels (19. prosince 1882 Frankfurt nad Mohanem – 19. března 1954 Kolín nad Rýnem) byl německý skladatel dvacátých a třicátých let 20. století.

## Život
Braunfels se narodil ve Frankfurtu jako čtvrté dítě právníka a literární osobnosti Ludwiga Braunfelse a o 32 let mladší Helene Spohrové, praneteře skladatele Louise Spohra. Byl vychován v silně hudebním prostředí, jeho matka hrála s Lisztem a jeho starší sestra byla žačkou Clary Schumannové na konzervatoři Hochschen ve Frankfurtu.
V roce 1901 se Braunfels přestěhoval do Kielu, aby začal studovat právní a ekonomická studia na univerzitě. Po přestěhování do Mnichova začal v roce 1903 studium skladby u Ludwiga Thuille v Mnichově. Současně již působil jako asistent Felixe Mottla v Národním divadle v Mnichově, který měl na mladého skladatele velký vliv. Dotyčný mu např. umožnil účastnit se zkouškek Wagnerova prstenu a Tristana a Isoldy.
V 1909 sklidilo úspěch provedení jeho symfonických variací na starofrancouzskou dětskou píseň inspirovaných hudbou Debussyho a Berlioze. V roce 1915 byl odveden do vojenské služby. Po traumatických zážitcích z první světové války konvertoval ke katolicismu.
Senzační úspěch jeho opery Ptáci na počátku 20. let dvacátého století vedl v roce 1925 k jeho jmenování zakládajícím ředitelem prestižní vysoké hudební školy (Hochschule für Musik) v Kolíně nad Rýnem. V roce 1933 byl Braunfels propuštěn ze všech oficiálních úřadů a odsouzen jako skladatel „Entartete Musik“ a podobně jako třeba Franz Schreker také za to, že byl poloviční Žid. Sám skladatel se tak stáhl do jakési „vnitřní emigrace“, což se projevilo zejména jeho obrácením k náboženským a duchovním tématům. Braunfelsova pozdní tvorba se vyznačuje propracovanou orchestrací, přísným kontrapunktem a jasnou formální strukturou. V letech 1943–1945 se Braunfels zaměřil na komorní hudbu, napsal dva Smyčcové kvartety (op. 60 a 61) a Smyčcový kvintet (op. 63). Tato díla byla přitom přirovnávána k pozdním Beethovenovým kvartetům.
Po roce 1945 se Braunfels vrátil do hudebního života jako znovu jmenovaný ředitel Hochschule für Musik v Kolíně nad Rýnem. Ačkoliv se jeho dřívější díla začala opět uvádět, jejich přijetí již nebylo takové jako v době premiér. Díla z jeho vnitřního exilu z let 1933–1945 se přitom téměř neinscenovala.
Braunfels zemřel 19. března 1954 krátce po dokončení díla Das Spiel von der Auferstehung des Herrn (velikonoční oratorium) v Kolíně nad Rýnem.

## Dílo

#### Vybrané opery:
- Prinzessin Brambilla (1909, podle E. T. A. Hoffmanna)
- Ulenspiegel (1913)
- Ptáci (Die Vögel) (1913–19, podle Aristofana)
- Der gläserne Berg, Op. 39 (1929, vánoční pohádka)
- Verkündigung, (1933-35, podle Paul Claudela)

#### Sakrální díla
- cyklus kantát pro liturgický rok (Adventní kantáta, Vánoční kantáta, Pašijová kantáta a Velikonoční kantáta).

#### Vybraná orchestrální díla
- Variace na starou francouzskou píseň, Op. 15 (1909)
- Ariels Gesang, Op. 16 (1910, podle Shakespearovi Bouře)
- Klavírní koncert, Op 21 (1912)
- Fantastický kus na téma Hectora Berlioze, Op. 25 (1914–17)
- Don Juan, variace pro orchestr, Op. 34 (1924)
- Preludium pro flétnu a velký orchestr, Op. 36 (1922–35)
- Varhanní koncert, Op. 38 (1927)
- Skotská fantazie pro violu a orchestr, Op. 47 (1933)
- Smrt Kleopatry, Op. 59 (1944), obraz pro soprán a orchestr
- Koncertantní sinfonie for sólové housle, 2 violy, 2 lesní rohy a smyčcový orchestr, Op. 68 (1948)
- Sinfonia brevis f moll, Op. 69 (1948)
- Židovské tance (Hebriden-Tänze) pro klavír a orchestr, Op. 70 (1951)